# Domaslovec
Domaslovec är en ort i Kroatien.   Den ligger i länet Zagrebs län, i den centrala delen av landet, 18 km väster om huvudstaden Zagreb. Domaslovec ligger 133 meter över havet och antalet invånare är 839.
Terrängen runt Domaslovec är platt åt sydost, men åt nordväst är den kuperad. Runt Domaslovec är det ganska tätbefolkat, med 60 invånare per kvadratkilometer. Närmaste större samhälle är Zagreb - Centar, 17,7 km öster om Domaslovec. Omgivningarna runt Domaslovec är en mosaik av jordbruksmark och naturlig växtlighet.